# Complexo Desportivo Adega
Complexo Desportivo Adega to wielofunkcyjny stadion znajdujący się w dzielnicy Praii Achada Grande Trás w Republice Zielonego Przylądka. Jest obecnie używany głównie dla meczów piłki nożnej oraz zawodów lekkoatletycznych.